# 大英帝国与英联邦博物馆
大英帝国与英联邦博物馆（英語：British Empire and Commonwealth Museum）是英国布里斯托尔博物馆，旨在探索大英帝国历史。

## 博物馆
2002年，博物馆在建于1840年的布里斯托尔圣殿草地站开放，由伊桑巴德·金德姆·布鲁内尔设计，翻新和改造耗资800万英镑。它长达220英尺（67米），铁木屋顶跨度为72英尺（22米）。这座Ⅰ级登录建筑已成爲世界遗产。
博物馆有一个繁荣的出版部门，出版殖民时代生活的书籍，如北罗得西亚警察的历史，英国东印度公司和东印度军队。博物馆还收藏了英联邦学会的文物；大量的照片、纸张、电影和口述历史档案，和服装收藏。这些现在由布里斯托尔博物馆、画廊和档案馆照管。
博物馆还有新世界壁毯。
与英国许多的国家博物馆不同，它不是由公共资助，而是由慈善信托基金拥有和经营，因此需要入场费。

## 打碎锁链
爲纪念《1807年奴隶贸易法》废除大西洋奴隸貿易200周年，博物馆推出“打碎锁链”展览。

## 关闭和争议
2007年11月23日，博物馆宣布2008年将其核心业务搬到伦敦，该博物馆于2008年秋季不向公眾開放， 2009年3月底对学校关闭。
2011年3月16日，博物馆协会宣布，博物馆馆长加雷思·格里菲斯已解职，等待警方调查未经授权处置博物馆文物一案。
2012年3月28日，博物馆宣布取消搬迁到伦敦的计划，博物馆关闭后，这些藏品交给布里斯托市议会管理，由布里斯托尔城市博物馆与美术馆展出。档案藏品（包括论文、书籍、摄影、电影和声音）由布里斯托档案馆保管。以前容纳博物馆的旧车站也给了市里，可能用于未来英國鐵路網公司去伦敦的业务。
2013年10月24日，大英帝国与英联邦博物馆以及帝国博物馆有限公司進入「会员自愿清盘」階段，由普华永道的两名雇员擔任联合清盘人。